# Sovjetunionens Øverste Sovjet
Den Øverste Sovjet (russisk: Верхо́вный Сове́т СССР, tr. Verkhovnyj Sovet SSSR) var det øverste folkevalgte lovgivende organ i Sovjetunionen, de sovjetiske unionsrepublikker og de autonome republikker fra 1936 og til unionens opløsning i december 1991 og derefter i Den Russiske Føderation og dens republikker frem til oktober 1993.
Sovjetunionens Øverste Sovjet bestod af to kamre, Unionssovjetten og Nationalitetssovjetten. Den Øverste Sovjet skulle godkende partiets centralkomités planer og budgetter før de fik lovformelig kraft. Ved valgene til Den Øverste Sovjet opstillede kommunistpartiet og masseorganisationer som kvindeorganisationen kandidater. 
Den Øverste Sovjet mødtes to gange årligt i 3-4 dage. Hvert af de to kamre bestod af 750 medlemmer. Selve lovgivningsarbejdet foregik i en række udvalg, der valgtes på Den Øverste Sovjets første møde. Her valgtes også medlemmerne til Den Øverste Sovjets Præsidium og Ministerrådet.
Lovgivende organ
Præsidiet bestod af omkring 40 medlemmer. Det havde til opgave at lede de mange udvalg samt at foretage det egentlige lovgivningsarbejde. Præsidiet kunne udstede forpligtende og love, mens resten af lovgivningen skulle vedtages på Den Øverste Sovjets samlinger.
Udøvende organ
Ministerrådet var et overvejende udøvende organ, der førte den vedtagne politik ud i livet. Det var rådet, der ledte de centrale forvaltninger. Rådet kunne dog samtidig udarbejde forordninger og bekendtgørelser, til opfølgning af lovene, og havde således også udøvende funktioner.

## Formænd for USSR's øverste Sovjets presidium (1938–1989)
- Mikhail Kalinin 1938–1946
- Nikolaj Sjvernik 1946–1953
- Kliment Voroshilov 1953–1960
- Leonid Bresjnev 1960–1964
- Anastas Mikojan 1964–1965
- Nikolaj Podgornij 1965–1977
- Leonid Bresjnev (anden periode) 1977–1982
- Jurij Andropov 1982–1984
- Konstantin Tjernenko 1984–1985
- Andrej Gromyko 1985–1988
- Mikhail Gorbatjov 1. oktober 1988 – 25. maj 1989

## Formænd for USSR's øverste Sovjet (1989–1991)
- Mikhail Gorbatjov 25. maj 1989 - 15. marts 1990
- Anatolij Lukjanov 15. marts 1990 - 22. august 1991